# Wohn- und Wirtschaftsgebäude Eichenweg 5 (Sottrum)

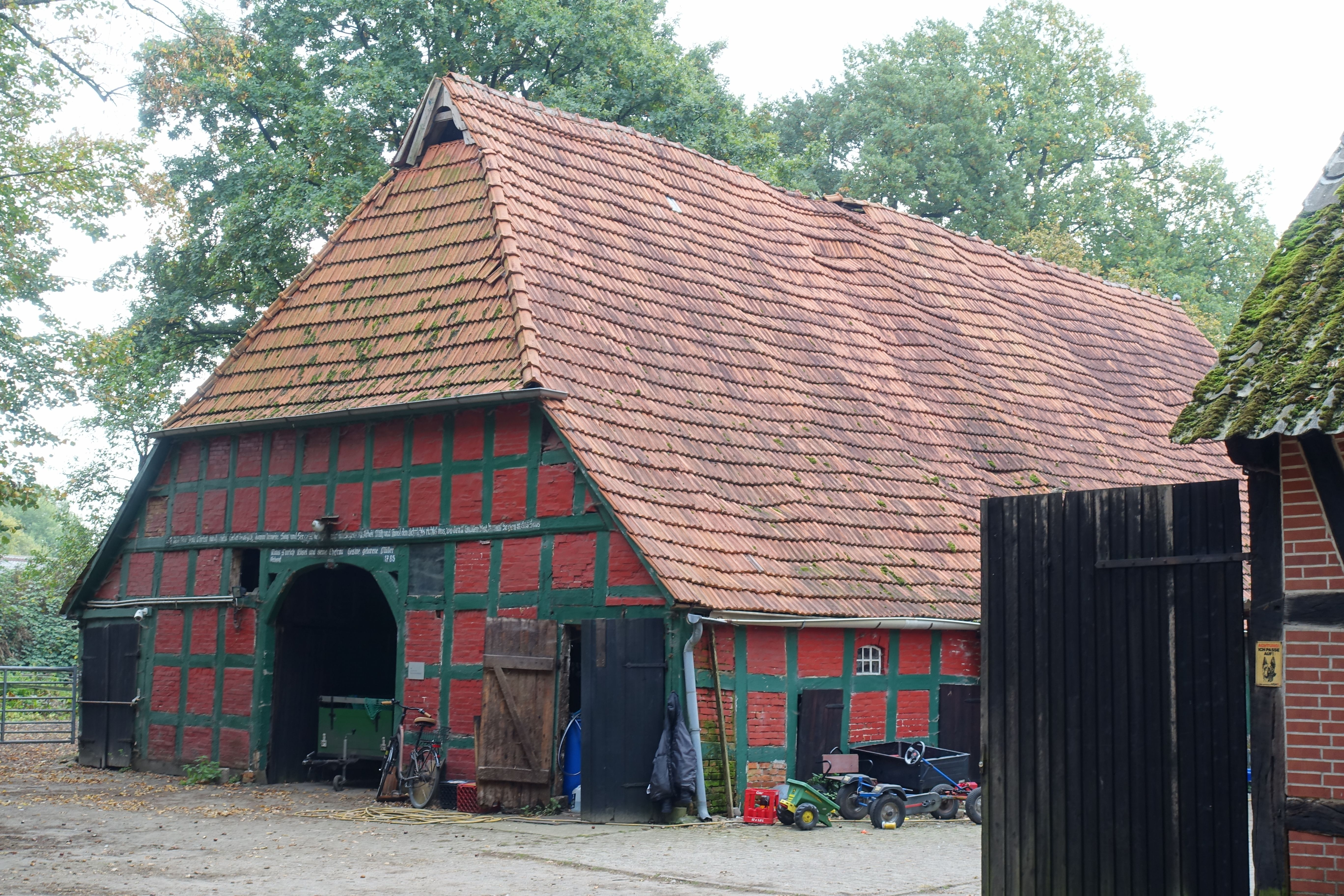
Nord- und Westfassade (2022)

Das Wohn- und Wirtschaftsgebäude Eichenweg 5 in der niedersächsischen Gemeinde Sottrum, Ortsteil Stuckenborstel, wurde zur in der zweiten Hälfte des 18. Jahrhunderts gebaut. Aktuell (2025) wird es zum Wohnen und landwirtschaftlich genutzt.
Das Gebäude steht unter Denkmalschutz (siehe auch Liste der Baudenkmale in Sottrum).

## Geschichte und Beschreibung
Sottrum wurde 1205 erstmals erwähnt und Stutenburstolt im 13. Jahrhundert. Beide Orte gehören zur Samtgemeinde Sottrum im heutigen Landkreis Rotenburg (Wümme).
Das eingeschossige traufständige Wohn- und Wirtschaftsgebäude als Zweiständer-Hallenhaus in Fachwerk mit geschlämmten Steinausfachungen, ziegelgedecktem Krüppelwalmdach, Niedersachsengiebel mit Uhlenloch, Pferdeköpfe und der Grooten Door mit Rundbogen wurde 1785 (Inschrift) gebaut. Daneben steht eine Fachwerkscheune mit Satteldach.
Das Landesdenkmalamt befand u. a.: „… ein regionstypisches Hallenhaus des 18. Jahrhunderts in Zweiständerkonstruktion ….“